# Powiat Onsernone
Onsernone (wł. Circolo di Onsernone) – powiat w Szwajcarii, w kantonie Ticino, w okręgu Locarno. Siedziba administracyjna powiatu znajduje się w miejscowości Onsernone. 
Powiat składa się z jednej gminy (comune) o powierzchni 105,39 km² i o liczbie mieszkańców 682.

## Gminy
| Nazwa gminy | Liczba mieszkańców 31 grudnia 2021 | Powierzchnia km² |
| ----------- | ---------------------------------- | ---------------- |
| Onsernone   | 682                                | 105,39           |

## Zmiany administracyjne
- 13 kwietnia 2001
  - utworzenie gminy Isorno z gmin Auressio, Berzona i Loco
- 10 kwietnia 2016
  - przyłączenie gmin Gresso, Isorno, Mosogno i Vergeletto do gminy Onsernone